# Quantum of Solace
Pour le jeu vidéo de 2008, voir 007: Quantum of Solace.
Pour les articles homonymes, voir Solace.
Série
Casino Royale
(2006) Skyfall
(2012)
Pour plus de détails, voir Fiche technique et Distribution.
Quantum of Solace (prononcé en anglais : /ˈkwɒntəm əv ˈsɒlɪs/) ou 007 Quantum au Québec est un film d'espionnage britannico-américain réalisé par Marc Forster et sorti en 2008. Il est le 22e opus de la série des films de James Bond produite par EON Productions.
Le film reprend le titre original de la nouvelle Chaleur humaine publiée dans le recueil Bons baisers de Paris de Ian Fleming. Pour la première fois de la série, le réalisateur, Marc Forster, n'est pas anglophone.
Daniel Craig incarne pour une deuxième fois l'agent secret après sa première interprétation dans Casino Royale. Judi Dench (« M »), Giancarlo Giannini (René Mathis), Jeffrey Wright (Felix Leiter) et Jesper Christensen (M. White) figurent également de nouveau dans la distribution. L'action commence dans la continuité des événements racontés dans Casino Royale. Le film sort le 31 octobre 2008 au Royaume-Uni et en France puis le 14 novembre 2008 aux États-Unis et au Canada.

## Synopsis

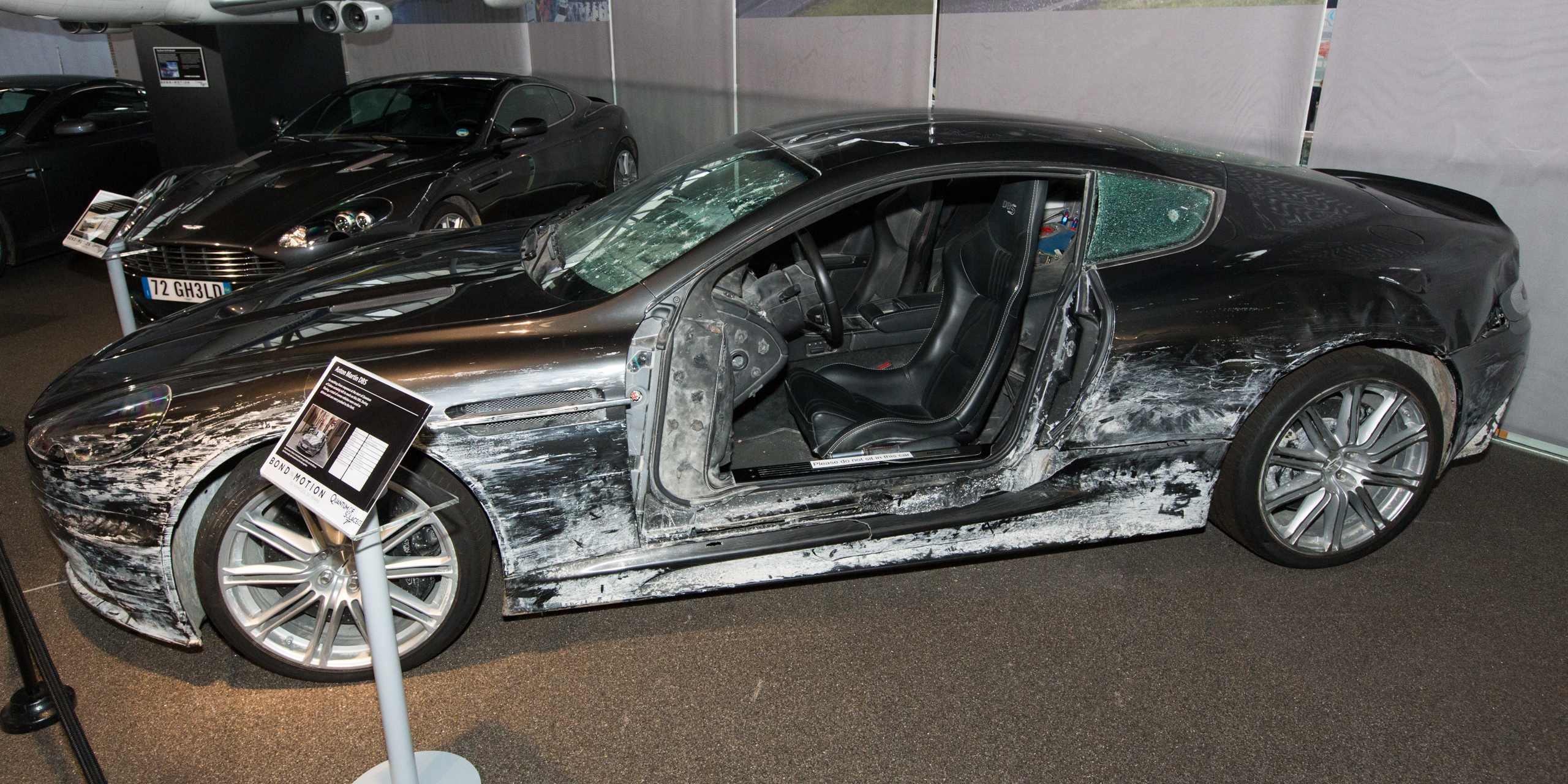
L'Aston Martin ravagée après la course poursuite.

Après avoir arrêté M. White dans sa villa (à la fin de Casino Royale), James Bond le met dans le coffre de sa DBS mais il est poursuivi par les hommes de ce dernier sur les rives du lac de Garde. Il arrive tout de même à tous les éliminer après une course-poursuite dangereuse, qui a lourdement endommagé sa voiture, et à rejoindre une antenne secrète du MI6 dans le vieux centre de Sienne.
Il y rencontre son supérieur « M » qui remet en question sa loyauté, ayant peur qu'il ne soit motivé que par le fait de venger Vesper Lynd, tuée par les associés du Chiffre. « M » interroge M. White mais ce dernier est surpris que le MI6 ignore que l'organisation dont il fait partie est partout. À cette phrase, l'agent de sécurité Mitchell tire sur tous les agents présents dans la salle puis prend la fuite. 007 le poursuit dans les égouts et réseau souterrain de la ville. Arrivé dans la rue, en plein cœur de la Piazza del Campo et au beau milieu du Palio, la poursuite continue sur les toits des bâtiments puis dans la tour de la cloche. Après une lutte acharnée, 007 tue Mitchell. De retour à l'antenne, il ne retrouve pas M. White, qui s'est volatilisé.
007 rentre à Londres et « M » lui fait part de ses craintes dans l'ancien appartement de Mitchell qui est fouillé méticuleusement par le MI6. Ils retrouvent la piste de l'organisation grâce à des billets de banque trouvés sur Mitchell, qui renvoient à une banque située à Port-au-Prince, en Haïti. L'argent appartiendrait à un homme du nom de Slate.

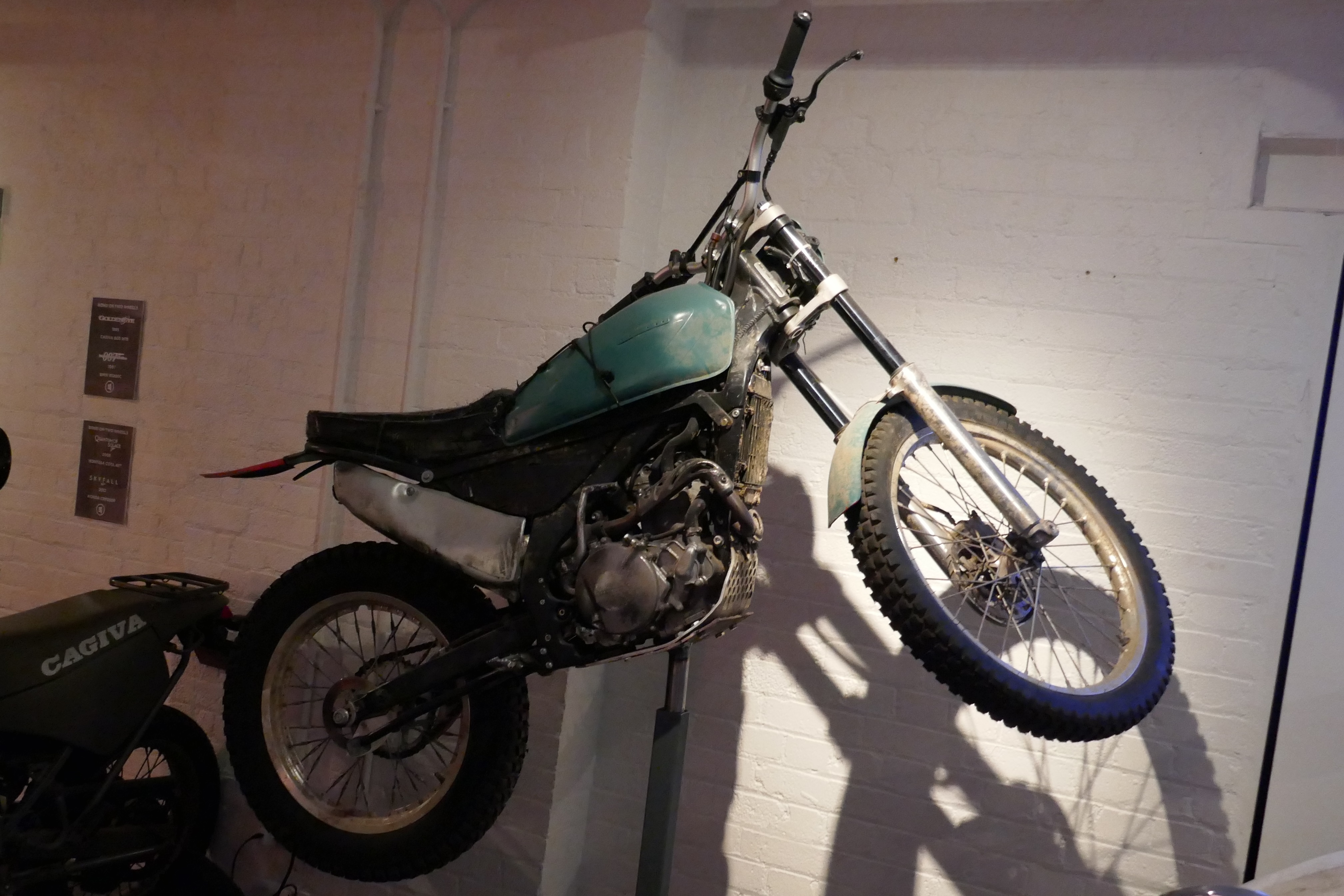
La Montesa Cota 4RT pilotée par James Bond.

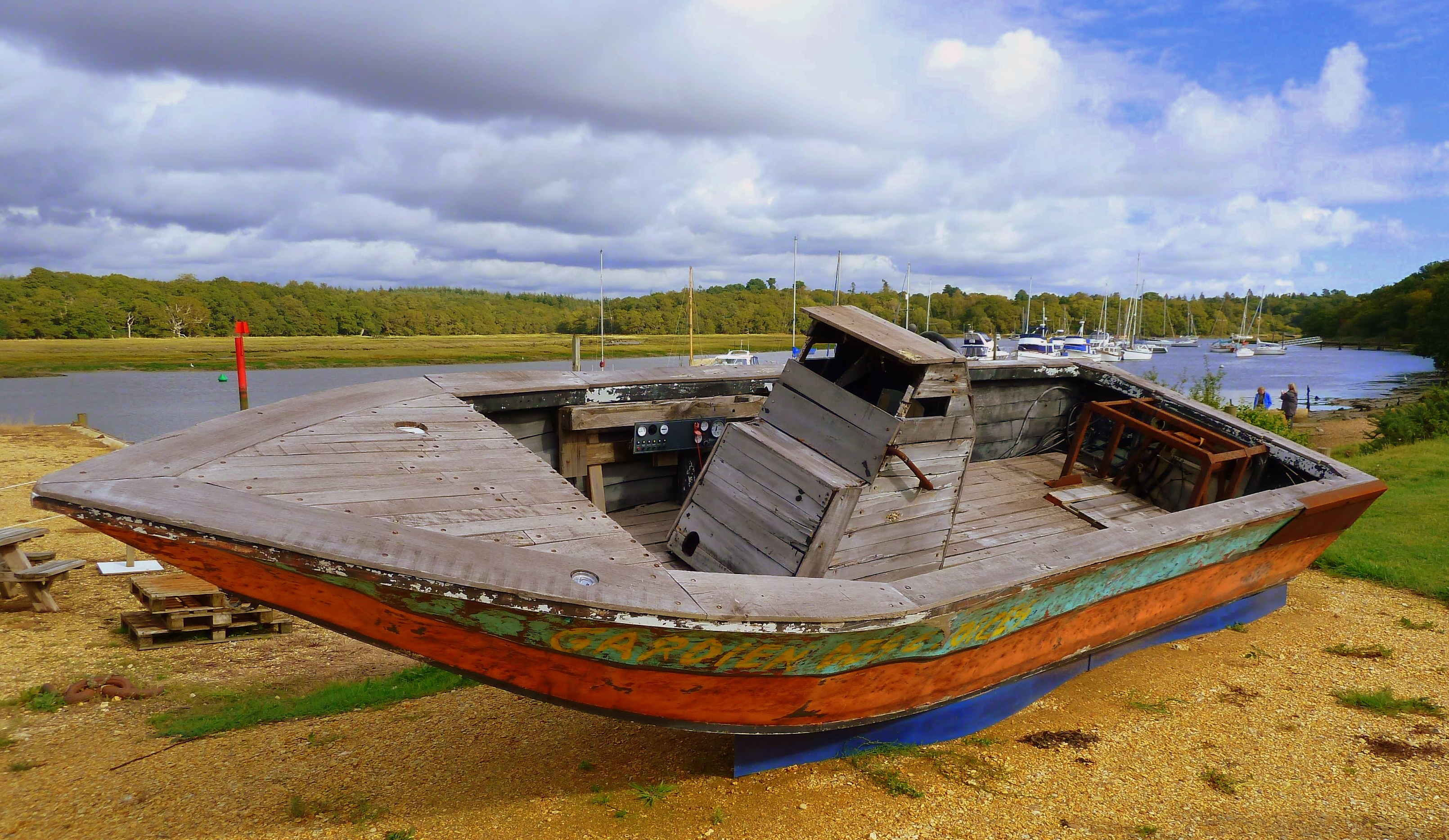
Bateau utilisé par James Bond à Haïti

Bond se rend à l'hôtel où loge Slate, à Port-au-Prince. Il le tue dans sa suite après un bref combat puis demande à l'accueil s'il n'y a pas de courrier pour ce dernier. Il reçoit alors une valise et sort de l'hôtel, croisant la route d'une jeune femme du nom de Camille qui lui ordonne de monter dans sa voiture. Camille pense que Bond est le géologue Slate. Bond ouvre la valise et comprend (en découvrant une arme et la photo de Camille) que Slate avait la tâche d'éliminer Camille. Cette dernière le fait sortir en lui tirant dessus, et James prend une moto pour la poursuivre. Il appelle alors le MI6 et explique au secrétaire de « M », Bill Tanner, qu'il a tué Slate.
Arrivée sur un quai, Camille entre dans une propriété privée. Elle va voir son petit ami, Dominic Greene, et lui demande pourquoi ce dernier souhaitait la faire tuer. Greene lui montre alors le cadavre de Slate alors dans l'eau et la soupçonne de coucher avec lui pour atteindre le général Medrano. Justement, ce dernier arrive avec ses hommes par bateau, et conclut un arrangement avec Dominic Greene : l’organisation de ce dernier lui permettra de prendre le pouvoir en Bolivie, en échange de l’acquisition de terrains — dépourvus de pétrole — au milieu du désert. Greene offre Camille au général et lui demande de la tuer en pleine mer. Bond vole un bateau et attaque celui de Medrano. Camille prend une arme pour éliminer Medrano, mais James la prend et la jette dans son bateau avant qu'elle n'y arrive, pensant la sauver. James laisse ensuite Camille, évanouie, dans les bras d'un passant et dérobe une voiture. Il appelle Tanner et lui donne le nom de Greene, « M » arrive à l'identifier comme étant le philanthrope à la tête de Greene Planet. Elle appelle son homologue de la CIA, M. Beam, et lui demande s'il a une piste sur lui. Ce dernier dit ignorer totalement Greene, mais se trouve en réalité avec son coéquipier Felix Leiter dans l'avion privé de Greene. Greene leur révèle qu'il veut acheter de vastes portions de désert en Bolivie et pour cela, soutient Medrano, qui prépare un coup d'État. Les agents de la CIA acceptent de laisser faire, contre la promesse que tout pétrole découvert deviendrait propriété américaine, ce que Greene accepte. Beam accepte également de "débarrasser" Greene de Bond. Félix Leiter semble protester, mais Beam lui rappelle que seul l'intérêt de la CIA compte.

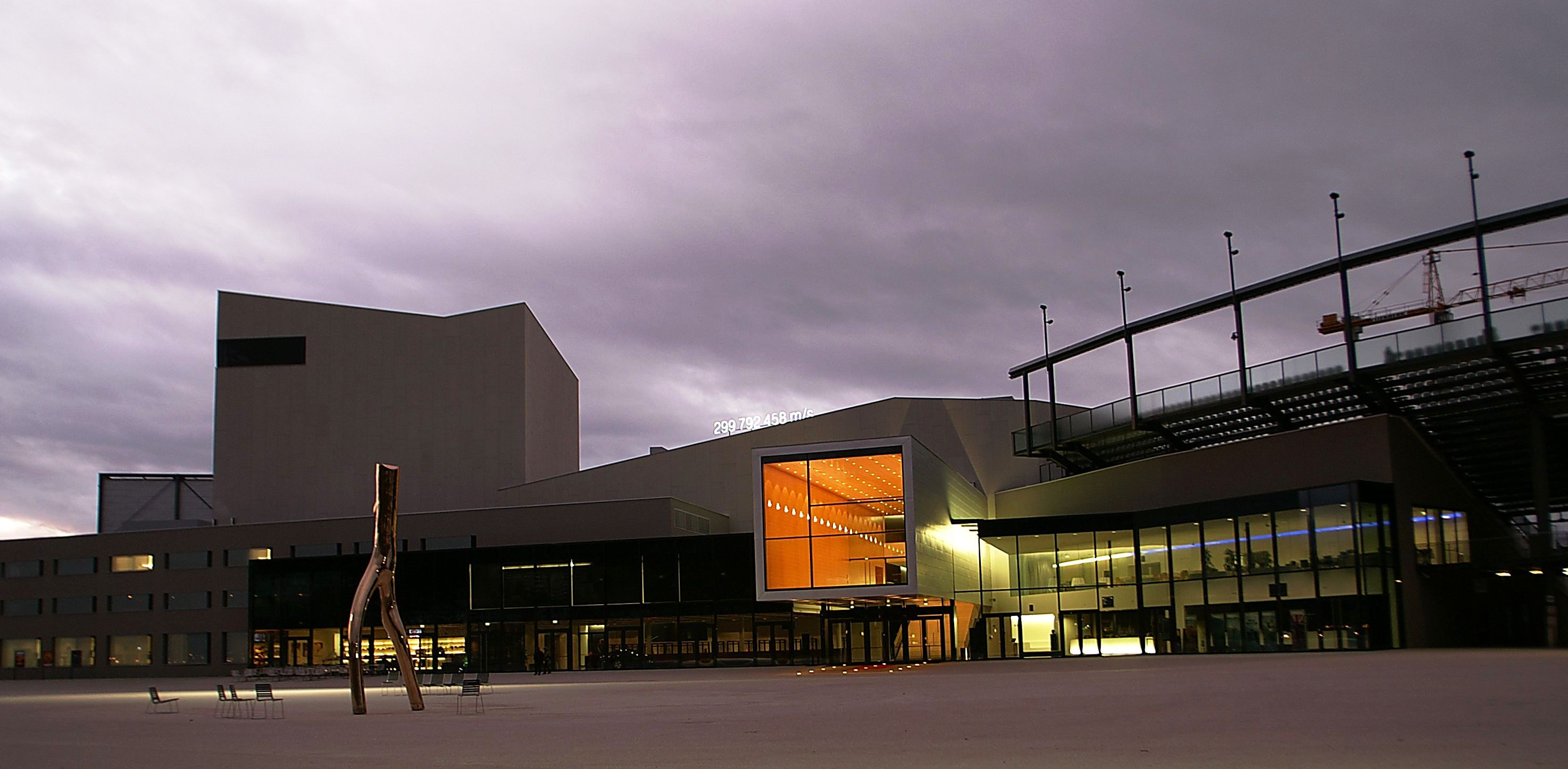
Festspielhaus (opéra) de Brégence.

Le MI6 a identifié ce vol comme étant à destination de Brégence en Autriche. Bond se rend sur place, à l'opéra, où a lieu la rencontre secrète de Greene et ses collaborateurs pendant une représentation de la Tosca. Bond en identifie un et le neutralise dans les toilettes, pour lui voler son équipement d'écoute. Il entend que Greene veut acheter un immense terrain en Bolivie bien qu'on n'y trouve pas de pétrole. James se mêle alors à la discussion. Les collaborateurs se lèvent pour fuir, sauf M. White. Bond les photographie et envoie leurs photos au MI6. Les hommes de Greene arrivent et Bond prend la fuite, mais réussit à coincer un de ses collaborateurs sur le toit. Ce dernier refusant de parler, il le laisse tomber dans le vide, sur la voiture de Greene ; Greene, ne voulant pas laisser de traces, ordonne au conducteur de l'abattre. « M » reçoit les photos et devient furieuse : James Bond a tué un agent double chargé de la sécurité du Premier ministre. « M » lui demande d'abandonner et de rentrer immédiatement à Londres. 007 se rend à l'aéroport de Brégence. Sa carte de crédit ayant été invalidée, il demande à l’hôtesse de dire qu'il part pour Le Caire en Égypte, afin de fuir le MI6. Il se rend ensuite à Talamone, dans la villa de René Mathis. Mathis accepte de l'aider et de venir avec lui en Bolivie.

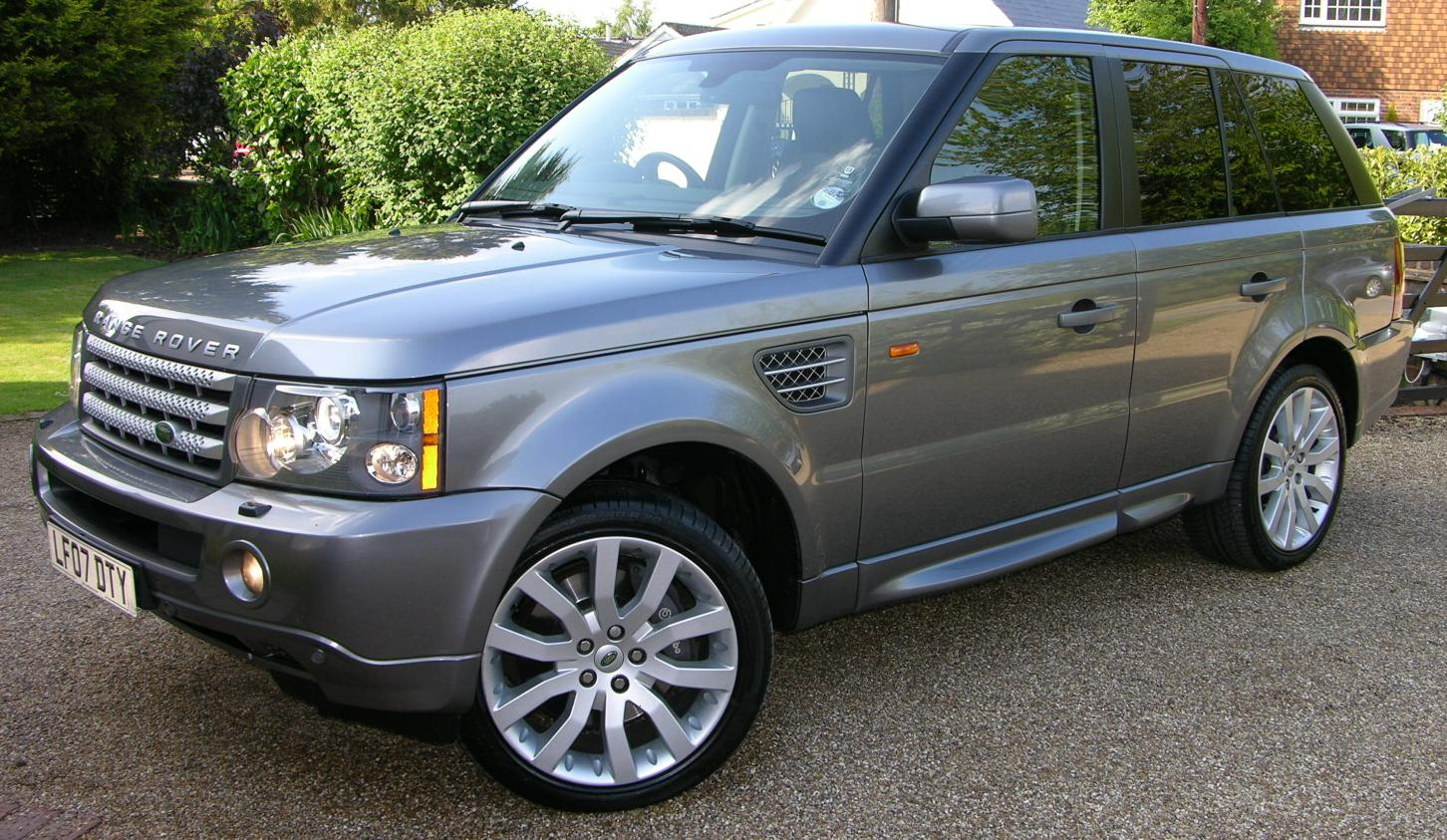
Range Rover de Bond

Arrivé à l'aéroport de La Paz en Bolivie, James Bond rencontre Mlle Fields, envoyée locale du MI6 chargée de  le renvoyer à Londres, le prochain vol partant le lendemain matin. À l'hôtel, Bond et Fields font l'amour. Mathis leur procure une invitation pour une soirée caritative organisée par Greene Planet, pendant que celui-ci part retrouver son ami le chef de la police. À la soirée, Camille fait irruption et met Greene dans l'embarras en divulguant des informations sur ses affaires sans lien (mais potentiellement compromettantes) avec les objectifs écologiques qu'il prétend poursuivre via son association. Greene, excédé, l'emmène sur la terrasse et veut la jeter dans le vide. Il en est empêché in extremis par l'intervention de James Bond qui emmène Camille avec lui. Melle Fields fait tomber l'homme de main de Greene parti à la poursuite de Bond. Ce dernier et Camille parviennent donc à quitter les lieux mais ils tombent dans un guet-apens tendu par des agents de police qui les arrêtent, et tirent sur le corps de Mathis retrouvé dans le coffre de la voiture de Bond. Après avoir abattu les policiers, Bond reste auprès de Mathis qui meurt dans ses bras, lui demandant de pardonner Vesper qui l'a trahi mais l'aimait. Bond jette ensuite le corps de Mathis dans une benne. C'est le chef de la police, "ami" de Mathis, qui a monté le coup pour accuser Bond. Informée, « M » est contrainte par le gouvernement de neutraliser son agent.

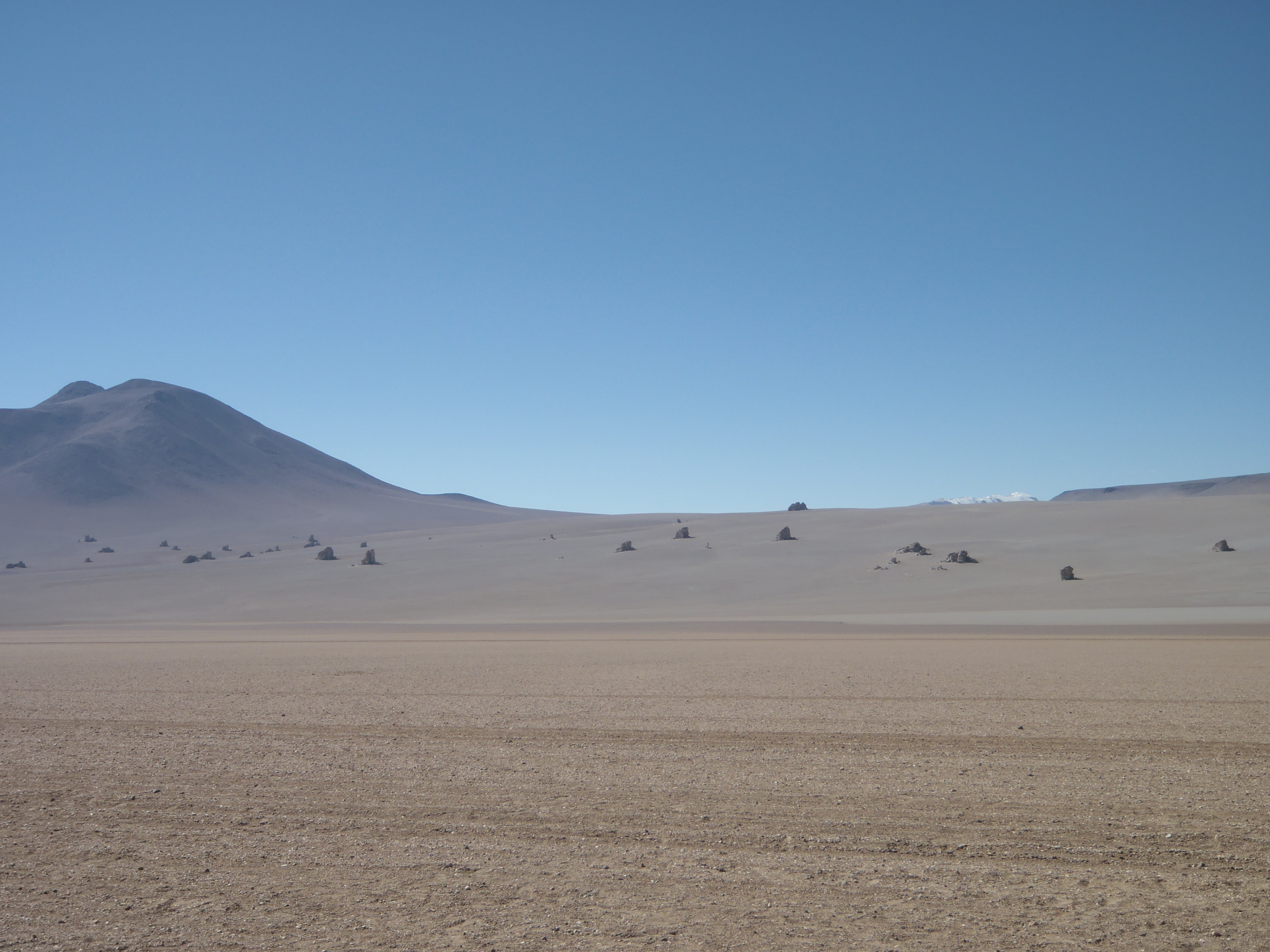
Le désert de Bolivie.

Le lendemain, dans le désert, James Bond échange sa voiture contre un avion. Camille monte avec lui. Ils survolent la région, où se trouvent de nombreux ravins. Mais ils sont poursuivis par un avion militaire et un hélicoptère, envoyés par Greene. Tous deux en réchappent et sautent dans un ravin en parapente. Pendant qu'ils cherchent une issue, Camille lui explique qu'elle veut se venger du général Medrano, ce dernier ayant tué son père, violé sa mère et sa sœur avant de les tuer également, et de mettre le feu à sa maison, le tout sous ses yeux. Bond lui explique qu'il cherche aussi à se venger, mais de Greene. Tous deux trouvent une issue et commencent à remonter. Ils remarquent au passage des étendues d'eau retenues par un barrage. Bond comprend que Greene cherche à acheter ces terres pour construire des barrages, provoquer des sécheresses et vendre ensuite au plus cher l'eau collectée. Ils marchent dans le désert malgré la chaleur et arrivent à atteindre plusieurs villages asséchés, où ils attendent un bus qui leur permet de regagner La Paz.

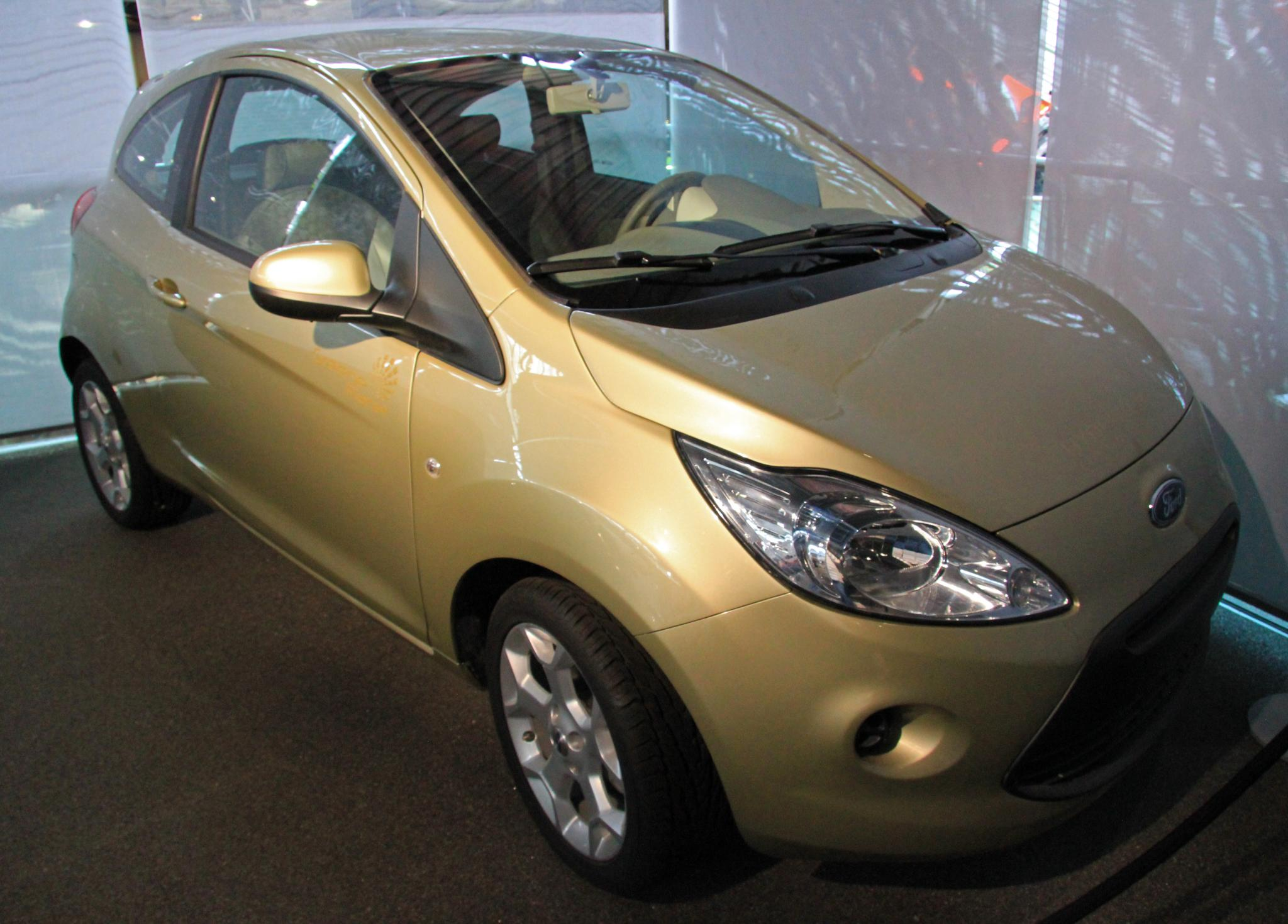
La Ford Ka de Camille

De retour à l'hôtel, 007 demande à Camille de rester dehors car un comité d'accueil l'attend dans sa suite. À sa grande surprise, il y retrouve « M », mais découvre également dans sa chambre le cadavre de Fields, recouvert de pétrole (probablement tuée par Greene). Reprochant à 007 de ne chercher qu'à se venger tout en se moquant des dégâts qu'il cause, « M » lui ordonne de retourner à Londres sous escorte, la situation étant allée beaucoup trop loin. Escorté dans l'ascenseur par trois agents, James les neutralise et croise à l'étage inférieur « M », lui faisant part de sa détermination à arrêter Greene. « M » le laisse partir de l'hôtel, sa confiance en 007 retrouvée. Plus tard, Bond retrouve Felix Leiter, présent à La Paz avec Beam, dans un bar. Celui-ci l'informe qu'ils n'ont que trente secondes, puis l'informe du rendez-vous de Greene dans un hôtel dans le désert afin de remettre de l'argent au chef de la police bolivienne en vue d'acheter son soutien au coup d'État préparé par Medrano. Les agents de la CIA débarquent dans le bar à la poursuite de 007 qui prend alors la fuite.

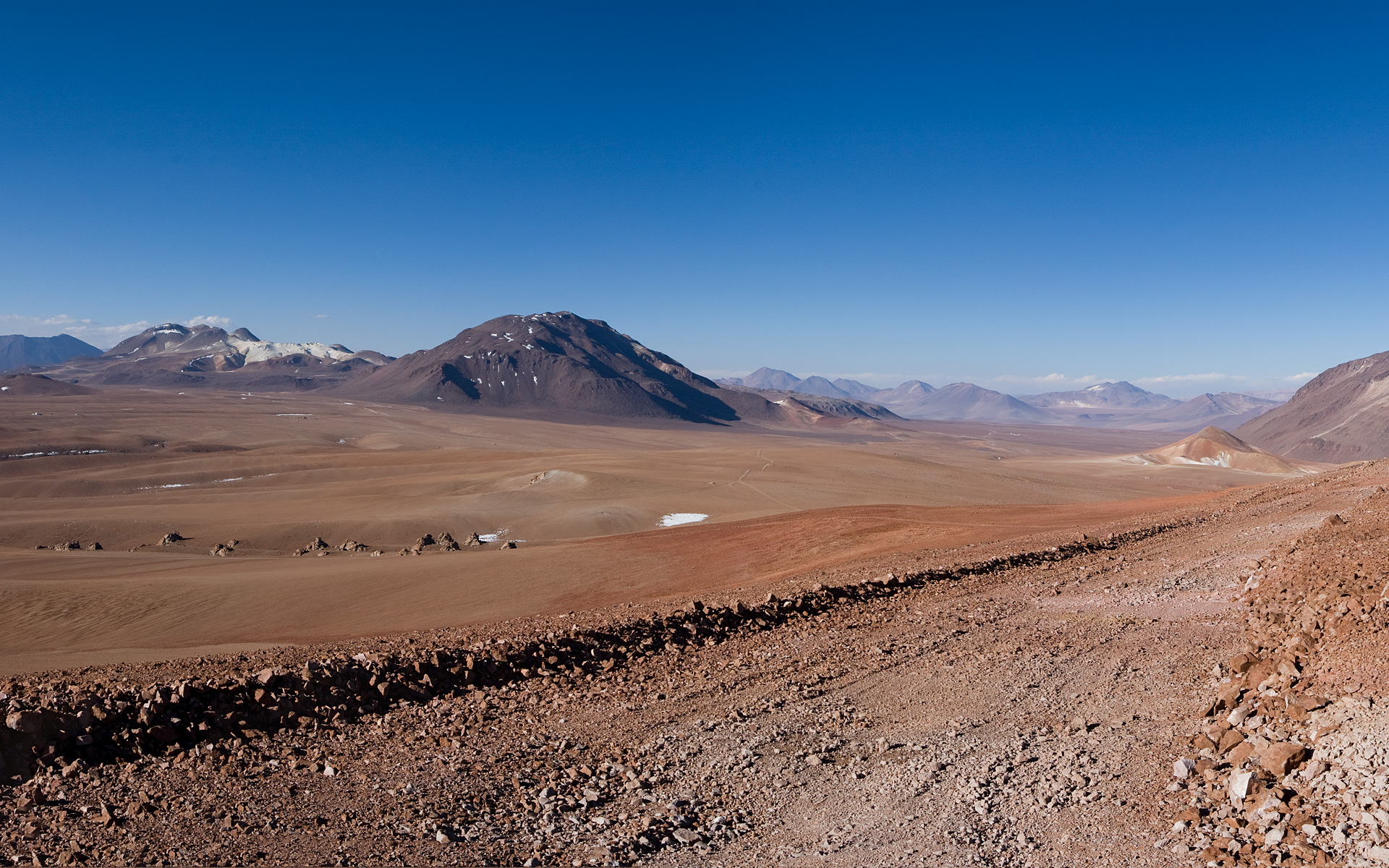
Désert d'Atacama où a été tourné le film

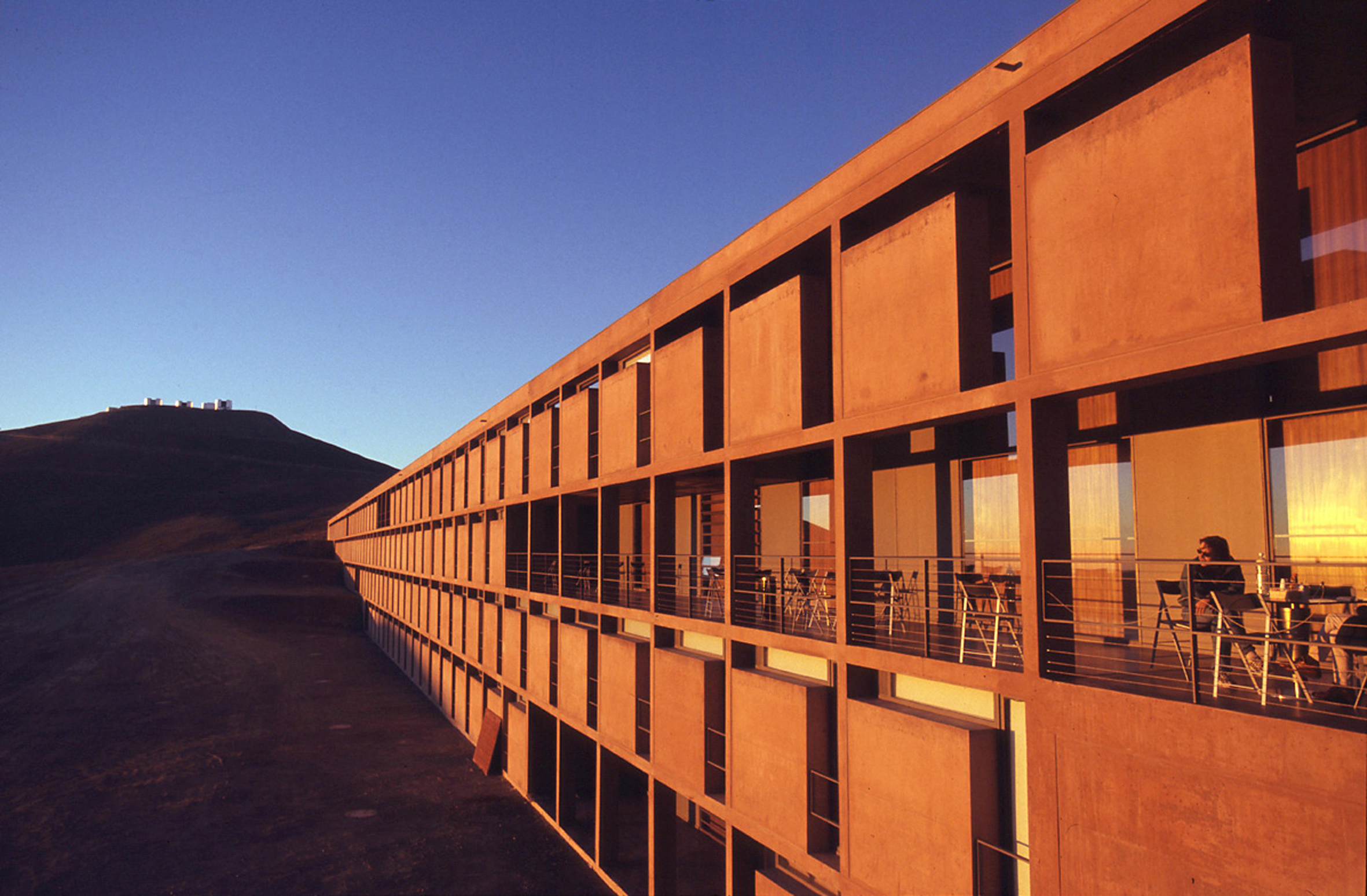
Hotel ESO de l'Observatoire du Cerro Paranal dans le désert d'Atacama utilisé comme décor

Dans le désert, en face de l'hôtel, James et Camille observent les lieux. Greene signe l'accord qu'il avait mis au point avec Medrano, mais lui ordonne également de signer un accord lui donnant le pouvoir sur la redistribution de l'eau présente sur le terrain qu'il vient d’acquérir, celui-ci abritant à peu près 60 % des ressources du pays. Medrano refuse dans un premier temps, puis cède à la suite des menaces de Greene, qui vante la puissance de l'organisation pour laquelle il travaille. Puis il se rend dans sa chambre où il tente de violer une des serveuses de l'hôtel. Quant à Bond, il parvient à entrer dans l'hôtel en tuant le chef de la police. À la suite d'une rixe, le rez-de-chaussée explose. Camille entre également et se rend directement dans la chambre de Medrano et le tue, après une lutte acharnée. Bond poursuit Greene à travers l'hôtel qui est maintenant en flammes. Ils s'affrontent, Greene saisit une hache et essaie de tuer 007 mais dans sa précipitation, il se la plante dans le pied. Bond le neutralise, avant de rechercher Camille. Il sauve celle-ci des flammes et sort de l'hôtel pour poursuivre Greene qui s'enfuit dans le désert, malgré son pied blessé. Une fois Greene rattrapé et interrogé, Bond l'abandonne dans le désert et lui offre une bouteille d'huile de moteur comme seule boisson de survie. Plus tard, dans une gare, Camille remercie Bond, celui-ci l'embrasse et lui dit au revoir.
À Kazan, quelque temps plus tard, Bond prend au piège Yusef Kabira, l'ex-petit-ami de Vesper Lynd. Il révèle à la femme qui l'accompagne, qui est en réalité un agent des services secrets canadiens, qu'elle s'apprête à tomber dans le même piège qui a été tendu à Vesper. On comprend ainsi que l'ancien compagnon de Vesper est affilié à l'organisation Quantum. Bond, contre toute attente, livre l'homme au MI6 et ne le tue pas. Il sort retrouver « M ». Celle-ci lui apprend que la police bolivienne a retrouvé le corps de Greene en plein désert, tué de deux balles dans la nuque et « l'estomac plein d'huile de moteur ». Ce meurtre est probablement l'œuvre des autres membres de Quantum. Ainsi, la vérité retrouvée, il laisse tomber le collier de Vesper dans la neige et s'éloigne de « M ».

## Fiche technique
Sauf indication contraire, les informations mentionnées dans cette section peuvent être confirmées par la base de données cinématographiques IMDb,  présente dans la section « Liens externes ».
- Titre original et français : Quantum of Solace
- Titre québécois : 007 Quantum[1]
- Réalisation : Marc Forster
- Scénario : Neal Purvis, Robert Wade, Paul Haggis
- Décors : Dennis Gassner
- Costumes : Louise Frogley et Tom Ford
- Photographie : Roberto Schaefer
- Montage : Matt Chesse et Richard Pearson
- Musique : David Arnold
  - Chanson du générique : Another Way to Die interprétée par Alicia Keys et Jack White
- Production : Michael G. Wilson et Barbara Broccoli
- Sociétés de production : EON Productions, Metro-Goldwyn-Mayer, Columbia Pictures
- Sociétés de distribution :
  - Mondial : Columbia Pictures et Sony Pictures Entertainment
  - France, Belgique et États-Unis : Sony Pictures Releasing
  - Suisse : Walt Disney Pictures
  - États-Unis : 20th Century Fox pour sorties DVD et Blu-ray
- Budget : 200 millions USD (estimé)[6]
- Langues originales de tournage : anglais, espagnol, italien, français, suisse allemand, allemand
- Genres : action, espionnage
- Durée : 106 minutes[2]
- Dates de sortie[7] :
  - Royaume-Uni et France : 31 octobre 2008
  - Belgique et Suisse : 5 novembre 2008
  - États-Unis et Canada : 14 novembre 2008
- Classification :
  - États-Unis : PG-13 (scènes de violence, d'action et sexuelles)
  - France : tous publics

## Distribution

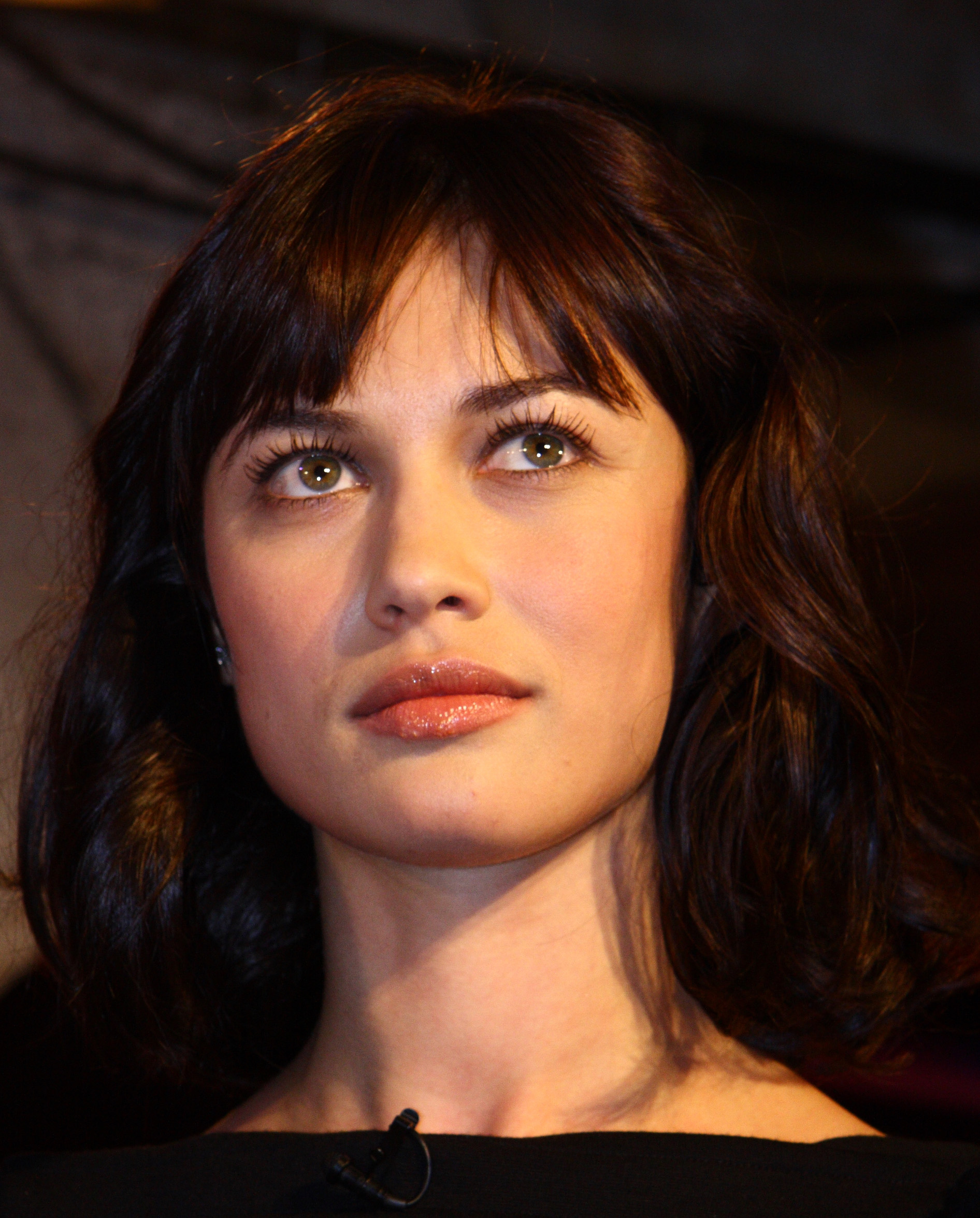
L'actrice principale Olga Kurylenko.

- Daniel Craig (VF : Éric Herson-Macarel) : James Bond
- Olga Kurylenko (VF : elle-même) : Camille Montes Rivero
- Mathieu Amalric (VF : lui-même) : Dominic Greene
- Judi Dench (VF : Nadine Alari) : « M »
- Giancarlo Giannini (VF : Michel Papineschi) : René Mathis
- Gemma Arterton (VF : Chloé Berthier) : Strawberry Fields
- Jeffrey Wright (VF: Jean-Louis Faure) : Felix Leiter
- David Harbour (VF : Bernard Métraux) : Gregory « Gregg » Beam
- Jesper Christensen (VF : Jean-Bernard Guillard) : M. White
- Anatole Taubman (VF : lui-même) : Elvis
- Rory Kinnear (VF : Xavier Fagnon) : Bill Tanner
- Tim Pigott-Smith (VF : Jean-Claude Balard) : le ministre des Affaires étrangères
- Joaquín Cosío (VF : Emiliano Suarez) : Général Medrano
- Fernando Guillén Cuervo (VF : Diego Asensio) : Colonel Carlos, le chef de la police bolivienne
- Jesús Ochoa : Lieutenant Orso
- Lucrezia Lante della Rovere : Gemma
- Glenn Foster (VF : Gérald Maillet) : Craig Mitchell
- Paul Ritter : Guy Haines
- Simon Kassianides (VF : Omar Yami) : Yusef Kabira
- Stana Katic (VF : Lydia Cherton) : Corinne Veneau
- Neil Jackson : Edmund Slate
- Oona Chaplin : la serveuse de l'hôtel
- Brendan O'Hea : l'expert criminel du MI6
- Rufus Wright : l'agent du Trésor
- Kari Patrice Coley : l'employée de l'Hôtel Dessalines
- Sarah Hadland : la réceptionniste à l'Ocean Sky
- Emiliano Valdés : le réceptionniste de l'Andean Grand Hotel
- Daniel da Silva : le portier de l'Andean Grand Hotel
- Elisabeth Arciniega : la femme de White
- Alessio Sossas : le gendarme italien à la radio
- Mark Wakeling : Kim Park, un agent du MI6
- Jacques Duckins : le voyou en moto
- Anthony Hansell : le gardien haïtien
- Karin Lanz : une vendeuse à l'opéra
- Christian Heller : le membre de Quantum au sac
- Mike Pérez : un policier bolivien en moto
- Juan Carlos Avendaño : un policier bolivien en moto
- Rachel McDowall : Anna, un agent de la CIA
- Carl von Malaisé : le chauffeur de Greene
- Antonio Gil-Martinez : le pilote du Marchetti
- Kamil Krejcí : Gregor Karakov, un membre de Quantum
- Erosi Margiani : Moishe Soref, un membre de Quantum
- Uygar Tamer : un membre de Quantum
- Alexandra Prusa : un membre de Quantum
- Tsedor Gyalzur : un membre de Quantum
- Derek Lea : le garde du corps de Haines (non crédité)
- Rossana Uribe : la femme du président bolivien (non créditée)
- Michael G. Wilson : le client de l'Hôtel Dessalines assis à la réception (caméo) (non crédité)

## Lieux de l'action
- Italie : Craco, Lac de Garde, Maratea, Sienne, Talamone
- Royaume-Uni : Londres
- Haïti : Port-au-Prince
- Autriche : Bregenz
- Bolivie : La Paz
- Russie : Kazan

## Production

### Développement

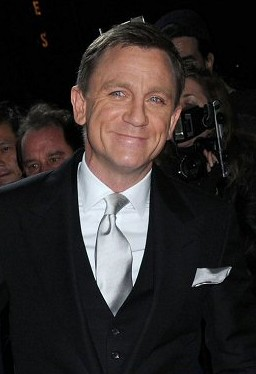
Daniel Craig à l'avant première du film, à New York.

En juillet 2006, alors que Casino Royale entre en post-production, EON Productions annonce que Bond 22 se basera sur une idée originale du producteur Michael G. Wilson. Une première ébauche est écrite à propos de Vesper Lynd et son petit-ami originaire d'Algérie. Il est décidé que le film sera une suite directe de Casino Royale après la mort de Vesper. Tout comme le terrorisme est un thème de Casino Royale, la suite s'attarde sur les problèmes d'environnement. La sortie du film est confirmée pour le 2 mai 2008 avec Daniel Craig dans le rôle-titre. Le réalisateur Roger Michell, qui a déjà travaillé avec lui sur Délires d'amour et The Mother, a été pressenti pour réaliser ce nouvel opus mais a refusé l'offre, comme il l'explique lui-même : « J'étais particulièrement inquiet d'avoir la date de début de tournage mais sans vraiment le scénario. Et je veux être bien préparé pour réaliser ».
Le vice-président de Sony Pictures Entertainment, Jeff Blake, admet qu'un délai de 18 mois pour une production telle que celle d'un James Bond est trop court et la sortie est repoussée fin 2008. En juin 2007, Marc Forster est nommé réalisateur de Bond 22. Il est surpris d'avoir été contacté pour cette fonction, avouant n'avoir jamais été admirateur de Bond étant enfant et qu'il aurait refusé le poste avant Casino Royale. Il pense que le côté humain de Bond a été mis en avant dans ce film : « Les gens voyagent beaucoup plus maintenant et avec internet ils sont beaucoup plus conscients du monde qui les entoure. Dans un sens, le lieu le plus intéressant que James Bond puisse visiter c'est lui-même, aller au plus profond de lui. »
Né en Allemagne et élevé en Suisse, Forster est le premier réalisateur d'un James Bond à ne pas venir du Commonwealth, même s'il fait remarquer que la mère de Bond est une Suissesse, ce qui fait de lui en quelque sorte une personne apte à prendre en main le destin de l'icône.
Le réalisateur a collaboré de près avec Barbara Broccoli et Michael G. Wilson, mais ils ont dû s'arranger pour retravailler les deux idées principales qu'il voulait voir sur l'écran. « Financièrement, il y a des limites, même sur un film comme James Bond mais autrement, j'ai toujours été capable de concrétiser ma vision. » Il voulait tourner dans les Alpes suisses mais ce lieu a disparu du scénario final.
Les scénaristes Neal Purvis et Robert Wade terminent le scénario en avril 2007. Wade déclare que le film va continuer à suivre la trajectoire de Casino Royale : « Il ne peut pas être que fort, en acier trempé et totalement imprévisible. Il y a des choses qu'il doit encore résoudre ». Les mois suivants, Paul Haggis, qui avait finalisé le scénario de Casino Royale, commence son travail similaire de script doctor.
Paul Haggis a refusé le poste de réalisateur parce que « si vous vous engagez dans cette voie en plus de l'écriture, c'est un sacrifice de trois ans qui vous attend ». Haggis, Forster et Wilson ont récrit l'histoire depuis le début. Haggis a terminé son travail seulement deux heures avant que la grève des scénaristes de 2007 ne commence officiellement. Pendant le tournage, le scénario n'étant pas encore assez développé et aucun scénariste n'étant disponible à la suite de la grève, Forster et Craig ont réécrit eux-mêmes des scènes. Après la fin de la grève, Forster engage Joshua Zetumer, dont il avait apprécié un scénario précédent, pour poursuivre le travail de réécriture de certaines scènes. Zetumer a également réécrit les dialogues au jour le jour selon les idées quotidiennes des acteurs.
Michael G. Wilson a choisi le titre Quantum of Solace seulement « quelques jours » avant l'annonce officielle du 24 janvier 2008. C'est le titre d'une nouvelle du recueil de Ian Fleming Bons baisers de Paris (For Your Eyes Only), bien que le film ne soit en rien une transécriture. Daniel Craig reconnaît qu'il a tout d'abord « été dubitatif. Bond est à la recherche de ce quantum de réconfort et c'est cela qu'il veut, il veut en finir. Ian Fleming dit que si vous n'avez pas un quantum de réconfort dans votre relation alors cette relation n'a pas d'avenir. C'est cette étincelle de bonté dans une relation sans laquelle vous pourriez tout autant abandonner. Bond ne l'a pas parce que son amie a été tuée et donc Bond veut se venger afin de se réconcilier avec le monde. » Ensuite, Quantum est devenu le nom de l'organisation subversive dans Casino Royale.
La première scène du film se situe une heure après la scène finale de Casino Royale. C'est la première fois que les scénaristes de James Bond décident de réaliser une suite directe à un précédent film ; cette possibilité de suite avait déjà été envisagée pour Au service secret de Sa Majesté mais comme l'acteur incarnant James Bond dans ce film, George Lazenby, avait décidé de ne pas renouveler son contrat pour un nouveau James Bond, l'hypothèse avait été écartée.
Le film devait à l'origine se terminer autrement : le réalisateur Marc Forster a confié au magazine MI6 Declassified que dans l'une des scènes coupées d'une minute et qui devait se trouver à la fin du film où Bond rendait visite à Guy Haines dans sa demeure, le gun-barrel de fin devait apparaître après que Bond a tué Mr. White. Elle a été supprimée pour laisser le choix à l'orientation de la saga à faire une suite ou non. À la fin du jeu vidéo, Bond s'apprête également à retrouver White et Haines chez ce dernier. Cette fin alternative ne permet pas de faire le lien avec le film 007 Spectre dans lequel Bond retrouve Mr. White en Autriche.

### Attribution des rôles et personnages
Le producteur Michael G. Wilson fait un caméo durant la scène de l'hôtel Dessalines à Port-au-Prince. Lorsque James Bond passe à la réception pour récupérer la mallette de l'homme qu'il vient de tuer, il est assis dans le vestibule du hall d'entrée et lit un journal.
Les personnages récurrents Q et Moneypenny, absents du précédent volet Casino Royale, ne sont pas non plus dans la distribution de Quantum of Solace.

### Tournage
Le film a été tourné aux Pinewood Studios en Angleterre comme tous les James Bond récents, au Panama, en Autriche et en Italie où les premières prises de vues ont été réalisées en août 2007 à Sienne lors du palio (course de chevaux). La course-poursuite à l'ouverture du film se déroule dans un tunnel, avec ses arches donnant sur la Mer Adriatique, proche de Budva, au Monténégro[réf. nécessaire]. Celle-ci se poursuit dans une carrière de Carrare puis sur les bords du lac de Garde près de Limone sul Garda, en Italie. Quelques scènes ont été tournées dans la résidence du Paranal, dans l'enceinte de l'Observatoire du Cerro Paranal (Chili), où se trouvent les télescopes géants constituant le VLT ainsi que dans le désert d'Atacama.
| Sienne Budva Carrare Limone sul Garda Poursuite générique |

| Pinewood Cerro Paranal Atacama |

## Bande originale
David Arnold compose sa 5e bande originale consécutive d'un film de James Bond.
En mai 2008, Mark Ronson et Amy Winehouse enregistrent une démo pour la chanson-thème, mais la chanteuse n'était pas en état de faire de la musique à cette époque. Un communiqué du 30 juillet 2008 venant des producteurs Michael G. Wilson et Barbara Broccoli a officialisé Alicia Keys et Jack White comme les interprètes de la chanson du générique. Intitulée Another Way to Die (Une autre façon de mourir), c'est le premier duo pour un thème de James Bond. Le duo enregistre la chanson à Nashville dans le Tennessee.

## Accueil

### Promotion et placement de produits
- Une première bande-annonce est disponible depuis le 2 juillet 2008, diffusée avec la sortie du film Hancock[24], pour le reste du monde, sur Internet d'abord.
- À nouveau, la firme japonaise Sony Ericsson est présente dans plusieurs placements de produits. Dans l'avion, on voit un écran mural de la marque, un Sony Ericsson W910i, un W980, ainsi qu'un C902, le téléphone de James Bond, qu'il utilisera pour photographier les malfrats en Autriche, pour se localiser à Haïti, et recevoir divers documents. Une page web de Sony Ericsson est à cet effet spécialement dédiée au film. Il existe une version Quantum of Solace du Sony Ericsson C902[25].
- Déjà « sponsor » de 007 dans Casino Royale avec une Mondeo, Ford réédite son partenariat pour Quantum of Solace. Cette fois-ci, c'est au volant de la toute nouvelle Ford Ka II que la James Bond girl, Olga Kurylenko, est introduite dans le film. Bond prend également le volant du Bronco II et du Edge.

### Critique
Le film reçoit globalement des critiques assez mitigées. Sur l'agrégateur américain Rotten Tomatoes, il récolte 65% d'opinions favorables pour 244 avis comptabilisés. Sur Metacritic, Quantum of Solace décroche une moyenne de 58/100, pour 38 critiques.
En France, les avis sont aussi partagés. Sur le site AlloCiné, qui recense 21 titres de presse, le film obtient une moyenne de 3/5. Certains journalistes, comme Sophie Conrard de La Croix, pensent que le film est une « réussite ». Dans Le Parisien, Alain Grasset écrit que c'est un « pur film d'action » dont la « réussite doit beaucoup à l'interprétation de Daniel Craig, très à l'aise dans la peau de l'espion relooké ». Gilles Penso de L'Écran fantastique trouve que « Quantum of Solace demeure palpitant d'un bout à l'autre (…) Même s'il n'est pas exempt de défauts et se cherche un peu, tant d'un point de vue narratif que stylistique ». Vincent Ostria de L'Humanité écrit « Plus brutal, laconique, le nouveau Bond incarné par Daniel Craig délaisse gadgets, humour et érotisme au profit de l'action pure ». Dans Première, Mathieu Carratier apprécie ce « film d'action implacable et sophistiqué qui perd en durée (…) ce qu'il gagne en caractère ». Christophe Carrière de L'Express apprécie « quelques séquences d'action d'une indéniable maestria, mais trop hachées menu au montage » ainsi que le « méchant pas banal car fort réaliste » incarné par Mathieu Amalric.
Certains journalistes français sont moins positifs. Barbara Théate du Journal du dimanche regrette un « scénario un peu court ». Dans Charlie Hebdo, Jean-Baptiste Thoret renomme le film « Quantum of Supplice » et le compare à « une douche glacée. Cheap et ectoplasmique ». Adrien Gombeaud écrit dans la revue Positif que le film est « une bruyante superproduction de qualité lambda ». Alain Spira de Paris Match, qui avait apprécié Casino Royale, regrette qu'avec cette suite James Bond « se banalise en entrant dans le rang des héros vidéo aussi efficaces qu'inexpressifs ». Dans Libération, Bayon écrit « Le script, il est vrai, ne sert pas plus les rôles que le dialogue, galimatias géopolitique à couleur altermondialiste… ».
L'acteur Roger Moore, interprète de James Bond dans sept films entre 1973 et 1985, avoue ne pas avoir apprécié le film mais souligne la très bonne performance de Daniel Craig.

### Box-office
| Pays                         | Box-office        | Nbre de sem. | Classement TLT | Date     |
| Box-office mondial           | 589 580 482 USD   | ? sem.       | 49e            | au total |
| Box-office États-Unis/Canada | 168 368 427 USD   | 11 sem.      | 138e           | au total |
| Box-office France            | 3 722 798 entrées | 11 sem.      | -              | au total |
| Box-office Paris             | 971 915 entrées   | 7 sem.       | -              | 16/12/08 |
| Box-office Suisse            | 802 121 entrées   | ? sem.       | 17e            | au total |

## Analyse